# Burgstall Kasparzell
Der Burgstall Kasparzell bezeichnet eine abgegangene hoch- und spätmittelalterliche Niederungsburg nördlich von Kasparzell, einem Gemeindeteil der niederbayerischen Gemeinde Konzell im Landkreis Straubing-Bogen. Die Anlage wird als Bodendenkmal unter der Aktennummer D-2-6842-0001 als „verebneter Burgstall des hohen oder späten Mittelalters“ geführt.

## Beschreibung
Der rechteckig ausgeprägte Burgstall Kasparzell liegt auf einem leicht nach Süden geneigten Gelände, das seit gut einem Jahrhundert beackert wird. Deshalb ist der Burgstall zunehmend verschleift, zudem ist er im Norden durch eine alte Sandgrube beeinträchtigt worden. Sein Innenraum beträgt ca. 120 m (in Nord-Süd-Richtung) × 80 m (in Ost-West-Richtung). Im Osten ist er durch eine flache Mulde vor der Ackerterrasse abgegrenzt, im Norden und Westen war früher ein deutlicher Wall erkennbar.